# Natação nos Jogos Paralímpicos de Verão de 2012 - 100 m peito masculino
As competições de 100 metros peito masculino da natação nos Jogos Paralímpicos de Verão de 2012 foram disputadas entre os dias 1 e 8 de setembro no Centro Aquático de Londres, na capital britânica. Participaram desse evento atletas de 10 classes diferentes de deficiência.

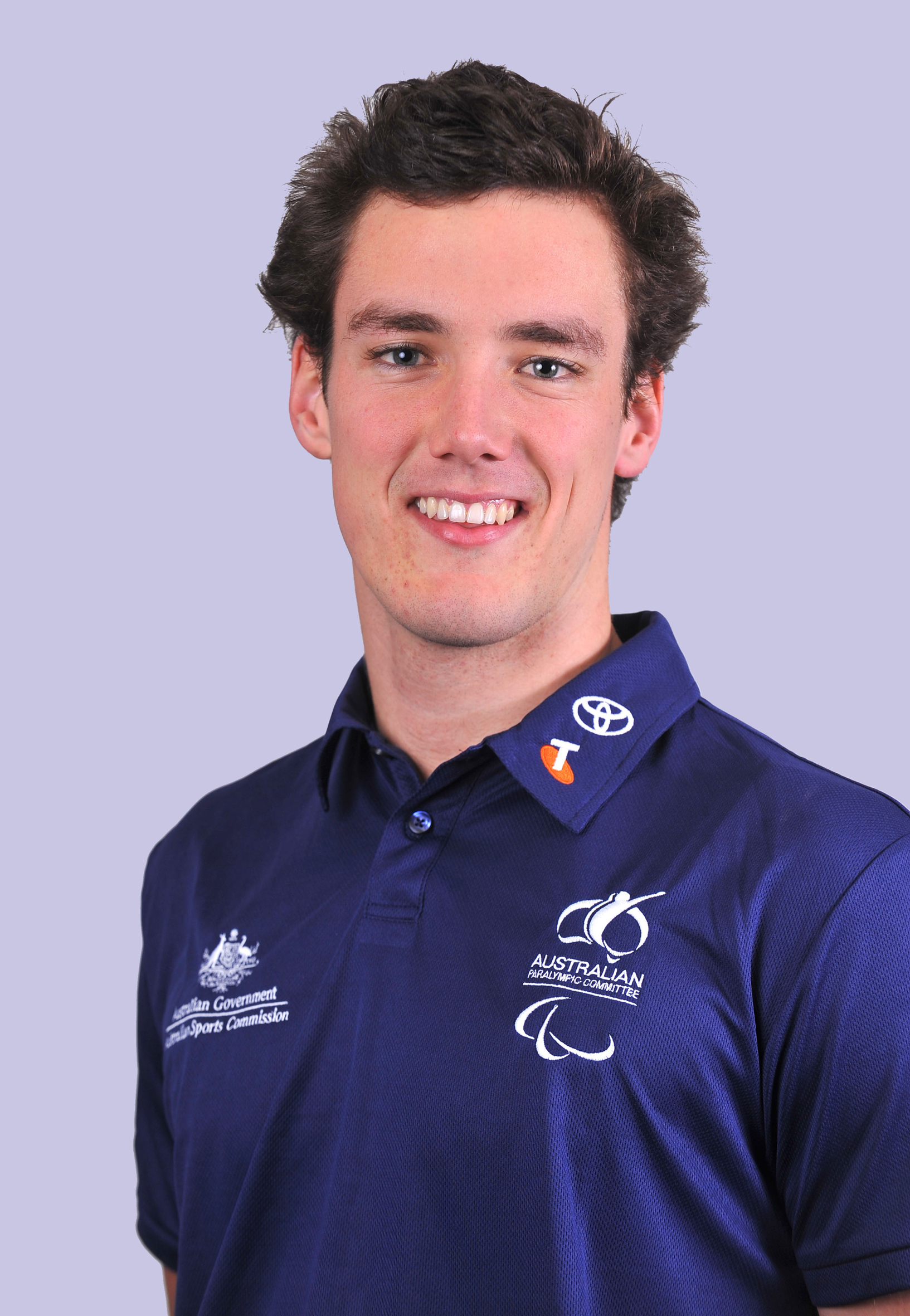
O australiano Blake Cochrane, competindo na classe SB7, conquistou a medalha de ouro nos 100 metros peito.

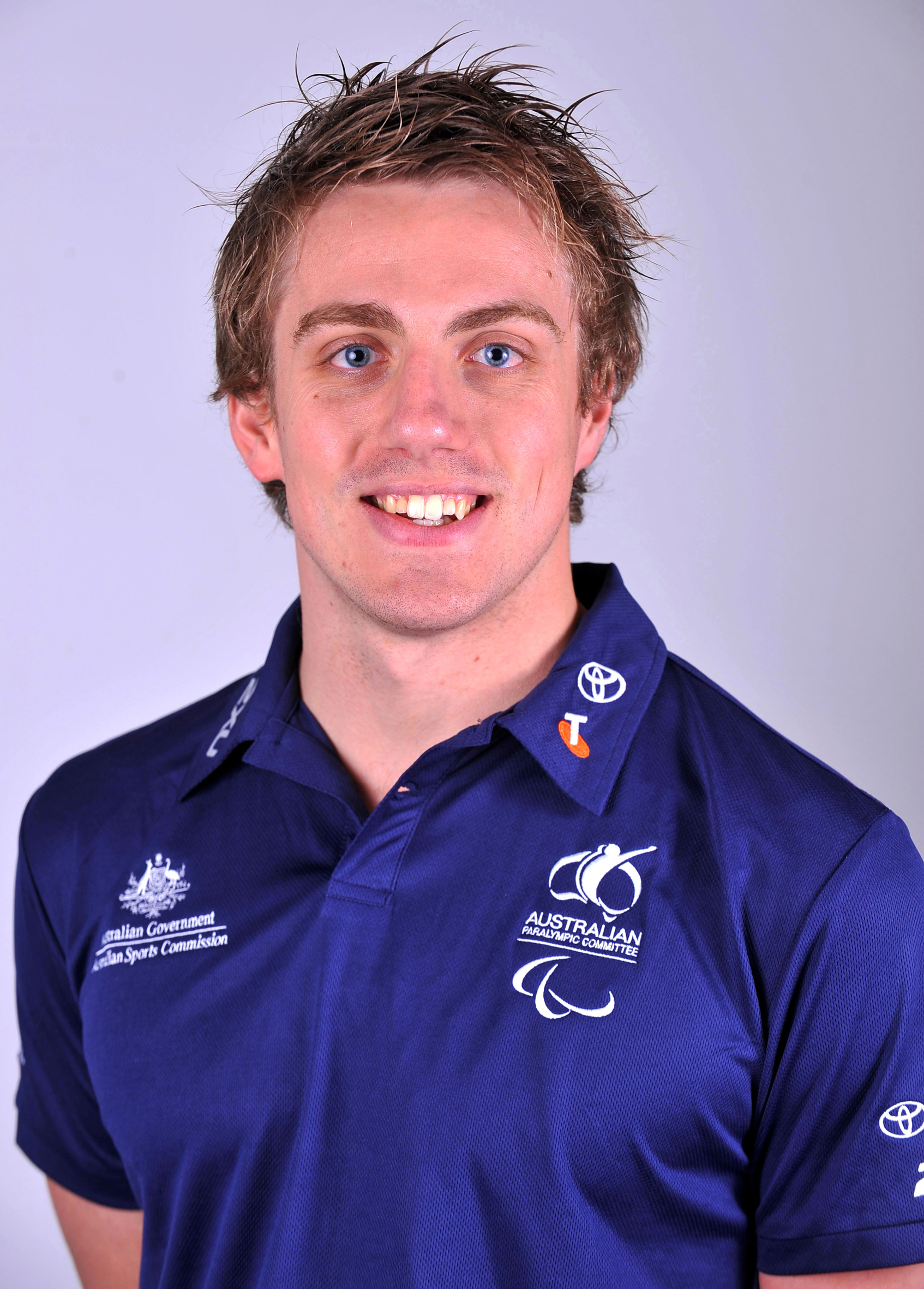
O também australiano Matthew Cowdrey conquistou a medalha de prata nos 100 metros peito SB8.

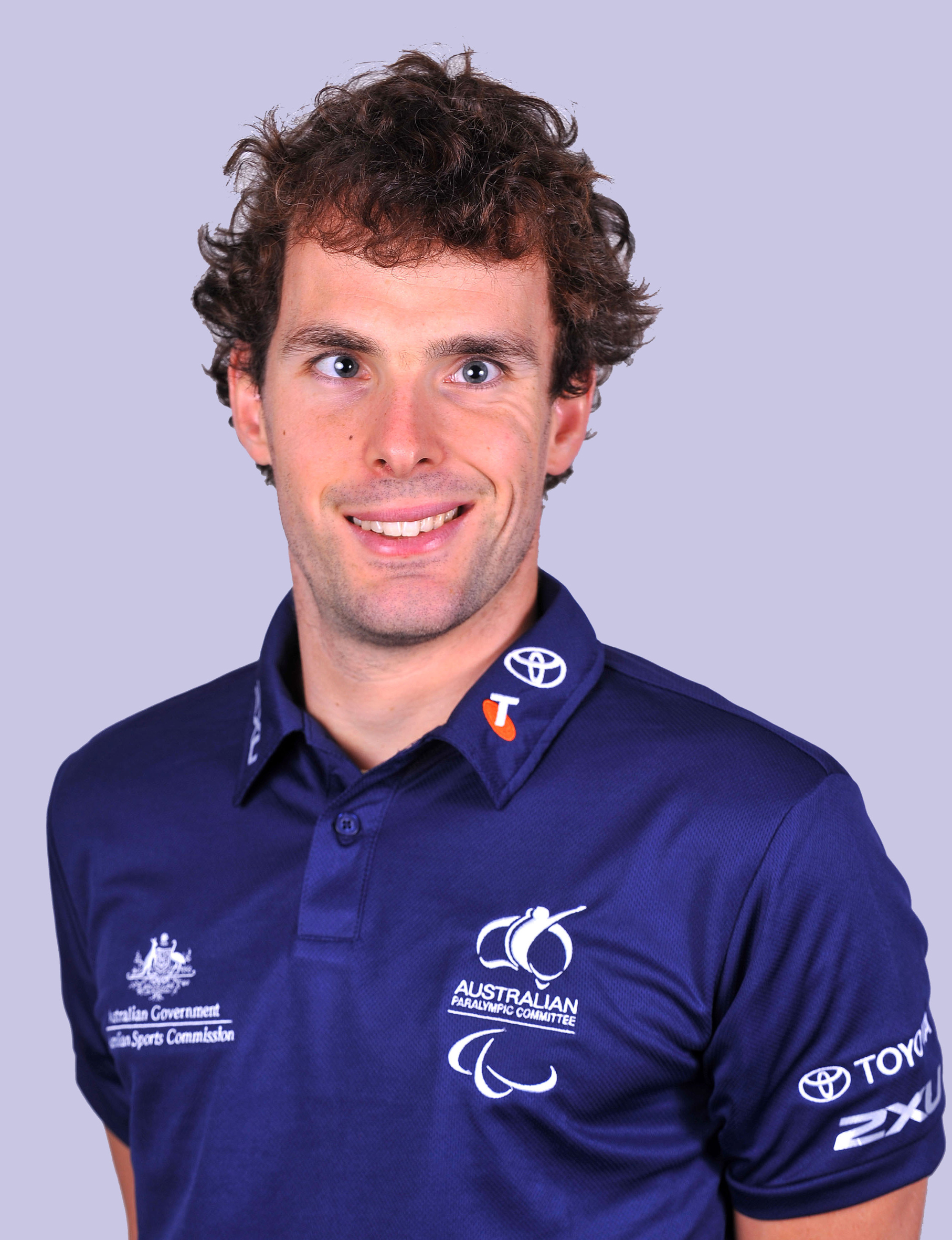
Matthew Levy conquistou a medalha de bronze nos 100 metros livres SB7.

## Medalhistas

### Classe SB4
| Ouro   | BRA Daniel Dias           |
| Prata  | COL Moisés Fuentes García |
| Bronze | ESP Ricardo Ten           |

### Classe SB5
| Ouro   | KOR Lim Woo-Geun     |
| Prata  | GER Niels Grunenberg |
| Bronze | MEX Pedro Rangel     |

### Classe SB6
| Ouro   | UKR Yevheniy Bohodayko |
| Prata  | GER Torben Schmidtke   |
| Bronze | GER Christoph Burkard  |

### Classe SB7
| Ouro   | AUS Blake Cochrane    |
| Prata  | JPN Tomotaro Nakamura |
| Bronze | AUS Matthew Levy      |

### Classe SB8
| Ouro   | UKR Andriy Kalyna   |
| Prata  | AUS Matthew Cowdrey |
| Bronze | NED Maurice Deelen  |

### Classe SB9
| Ouro   | RUS Pavel Poltavtsev |
| Prata  | RSA Kevin Paul       |
| Bronze | CHN Lin Furong       |

### Classe SB11
| Ouro   | CHN Yang Bozun           |
| Prata  | JPN Keiichi Kimura       |
| Bronze | UKR Oleksandr Mashchenko |

### Classe SB12
| Ouro   | RUS Mikhail Zimin    |
| Prata  | BLR Uladzimir Izotau |
| Bronze | UKR Maksym Veraksa   |

### Classe SB13
| Ouro   | UKR Oleksii Feydina |
| Prata  | NZL Daniel Sharp    |
| Bronze | RUS Roman Dubovoy   |

### Classe SB14
| Ouro   | JPN Yasuhiro Tanaka |
| Prata  | RUS Artem Pavlenko  |
| Bronze | NED Marc Evers      |

## SB4

### Eliminatórias

#### Eliminatória 1
| Pos. | Raia | Atleta                    | Tempo   | Notas |
| ---- | ---- | ------------------------- | ------- | ----- |
| 1    | 4    | ESP Ricardo Ten           | 1:37.40 | Q     |
| 2    | 5    | COL Moisés Fuentes García | 1:38.09 | Q     |
| 3    | 3    | ITA Efrem Morelli         | 1:47.30 | Q     |
| 4    | 2    | ARG Ariel Quassi          | 1:59.44 |       |
| 5    | 6    | BRA Francisco Avelino     | 2:00.11 |       |

#### Eliminatória 2
| Pos. | Raia | Atleta                   | Tempo   | Notas |
| ---- | ---- | ------------------------ | ------- | ----- |
| 1    | 4    | BRA Daniel Dias          | 1:35.82 | Q     |
| 2    | 3    | ESP Pablo Cimadevila     | 1:43.94 | Q     |
| 3    | 5    | GRE Antonios Tsapatakis  | 1:44.29 | Q     |
| 4    | 2    | VIE Nguyễn Thành Trung   | 1:52.14 | Q     |
| 5    | 6    | BRA Ivanildo Vasconcelos | 1:53.61 | Q     |

### Final
| Pos.   | Raia | Atleta                    | Tempo   | Notas           |
| ------ | ---- | ------------------------- | ------- | --------------- |
| Ouro   | 4    | BRA Daniel Dias           | 1:32.27 | Recorde mundial |
| Prata  | 3    | COL Moisés Fuentes García | 1:36.92 |                 |
| Bronze | 5    | ESP Ricardo Ten           | 1:37.23 |                 |
| 4      | 2    | GRE Antonios Tsapatakis   | 1:41.37 |                 |
| 5      | 6    | ESP Pablo Cimadevila      | 1:45.46 |                 |
| 6      | 7    | ITA Efrem Morelli         | 1:47.79 |                 |
| 7      | 8    | BRA Ivanildo Vasconcelos  | 1:52.84 |                 |
| 8      | 1    | VIE Nguyễn Thành Trung    | 1:53.60 |                 |

## SB5

### Eliminatória

#### Eliminatória 1
| Pos. | Raia | Atleta                     | Tempo   | Notas |
| ---- | ---- | -------------------------- | ------- | ----- |
| 1    | 3    | KOR Lim Woo-Geun           | 1:34.94 | Q     |
| 2    | 5    | GBR James O'Shea           | 1:39.88 | Q     |
| 3    | 4    | SWE Anders Olsson          | 1:41.08 | Q     |
| 4    | 6    | MEX Alejandro Silva        | 1:50.13 |       |
| 5    | 2    | THA Taweesook Samuksaneeto | 1:55.80 |       |

#### Eliminatória 2
| Pos. | Raia | Atleta                         | Tempo   | Notas |
| ---- | ---- | ------------------------------ | ------- | ----- |
| 1    | 5    | GER Niels Grunenberg           | 1:36.97 | Q     |
| 2    | 4    | MEX Pedro Rangel               | 1:37.97 | Q     |
| 3    | 3    | RSA Tadhg Slattery             | 1:39.55 | Q     |
| 4    | 6    | BRA Adriano de Lima            | 1:43.29 | Q     |
| 5    | 2    | CAN Scott Patterson            | 1:49.89 | Q     |
| —    | 7    | IRQ Jawad Kadhim Joudah Joudah | DSQ     |       |

### Final
| Pos.   | Raia | Atleta               | Tempo   | Notas            |
| ------ | ---- | -------------------- | ------- | ---------------- |
| Ouro   | 4    | KOR Lim Woo-Geun     | 1:34.06 | Recorde asiático |
| Prata  | 5    | GER Niels Grunenberg | 1:34.98 |                  |
| Bronze | 3    | MEX Pedro Rangel     | 1:36.85 |                  |
| 4      | 2    | GBR James O'Shea     | 1:38.30 |                  |
| 5      | 6    | RSA Tadhg Slattery   | 1:39.16 |                  |
| 6      | 7    | SWE Anders Olsson    | 1:41.59 |                  |
| 7      | 1    | BRA Adriano de Lima  | 1:43.88 |                  |
| 8      | 8    | CAN Scott Patterson  | 1:50.21 |                  |

## SB6

### Eliminatórias

#### Eliminatória 1
| Pos. | Raia | Atleta               | Tempo   | Notas |
| ---- | ---- | -------------------- | ------- | ----- |
| 1    | 5    | GER Torben Schmidtke | 1:26.13 | Q     |
| 2    | 4    | CRO Mihovil Španja   | 1:28.96 | Q     |
| 3    | 6    | RUS Alexey Fomenkov  | 1:30.98 | Q     |
| 4    | 3    | AUS Jay Dohnt        | 1:32.79 | Q     |
| 5    | 2    | ISR Yoav Valinsky    | 1:34.31 |       |

#### Eliminatória 2
| Pos. | Raia | Atleta                 | Tempo   | Notas |
| ---- | ---- | ---------------------- | ------- | ----- |
| 1    | 4    | UKR Yevheniy Bohodayko | 1:23.86 | Q     |
| 2    | 5    | GER Christoph Burkard  | 1:27.60 | Q     |
| 3    | 6    | COL Nelson Crispín     | 1:28.42 | Q     |
| 4    | 3    | JPN Jumpei Kimura      | 1:29.54 | Q     |
| 5    | 2    | GBR Matthew Whorwood   | 1:36.09 |       |

### Final
| Pos.   | Raia | Atleta                 | Tempo   | Notas              |
| ------ | ---- | ---------------------- | ------- | ------------------ |
| Ouro   | 4    | UKR Yevheniy Bohodayko | 1:20.17 | Recorde mundial    |
| Prata  | 5    | GER Torben Schmidtke   | 1:25.23 |                    |
| Bronze | 3    | GER Christoph Burkard  | 1:27.09 |                    |
| 4      | 6    | COL Nelson Crispín     | 1:27.19 | Recorde da América |
| 5      | 2    | CRO Mihovil Španja     | 1:28.45 |                    |
| 6      | 1    | RUS Alexey Fomenkov    | 1:32.55 |                    |
| 7      | 8    | AUS Jay Dohnt          | 1:33.53 |                    |
| —      | 7    | JPN Jumpei Kimura      | DSQ     |                    |

## SB7

### Eliminatórias

#### Eliminatória 1
| Pos. | Raia | Atleta                     | Tempo   | Notas |
| ---- | ---- | -------------------------- | ------- | ----- |
| 1    | 4    | JPN Tomotaro Nakamura      | 1:22.45 | Q     |
| 2    | 5    | AUS Matthew Levy           | 1:23.09 | Q     |
| 3    | 6    | UKR Iaroslav Semenenko     | 1:26.34 | Q     |
| 4    | 2    | SVK Viktor Kemény          | 1:26.58 | Q     |
| 5    | 7    | ESP Ander Romarate Aguirre | 1:31.84 |       |
| —    | 3    | CHN Chen Jianfeng          | DNS     |       |

#### Eliminatória 2
| Pos. | Raia | Atleta                        | Tempo   | Notas |
| ---- | ---- | ----------------------------- | ------- | ----- |
| 1    | 4    | AUS Blake Cochrane            | 1:20.76 | Q     |
| 2    | 5    | GBR Sascha Kindred            | 1:23.59 | Q     |
| 3    | 3    | GBR Thomas Young              | 1:24.90 | Q     |
| 4    | 6    | USA Evan Ryan Austin          | 1:27.02 | Q     |
| 5    | 2    | GER Tobias Pollap             | 1:27.04 |       |
| 6    | 7    | DEN Mikkel Asmussen           | 1:30.37 |       |
| —    | 1    | AND Antonio Sánchez Francisco | DSQ     |       |

### Final
| Pos.   | Raia | Atleta                 | Tempo   | Notas           |
| ------ | ---- | ---------------------- | ------- | --------------- |
| Ouro   | 4    | AUS Blake Cochrane     | 1:18.77 | Recorde mundial |
| Prata  | 5    | JPN Tomotaro Nakamura  | 1:22.04 |                 |
| Bronze | 3    | AUS Matthew Levy       | 1:22.62 |                 |
| 4      | 6    | GBR Sascha Kindred     | 1:23.53 |                 |
| 5      | 2    | GBR Thomas Young       | 1:23.69 |                 |
| 6      | 8    | USA Evan Ryan Austin   | 1:25.74 |                 |
| 7      | 1    | SVK Viktor Kemény      | 1:26.24 |                 |
| 8      | 7    | UKR Iaroslav Semenenko | 1:26.76 |                 |

## SB8

### Eliminatórias

#### Eliminatória 1
| Pos. | Raia | Atleta                          | Tempo   | Notas |
| ---- | ---- | ------------------------------- | ------- | ----- |
| 1    | 4    | NED Maurice Deelen              | 1:11.02 | Q     |
| 2    | 3    | RUS Evgeny Zimin                | 1:17.16 | Q     |
| 3    | 7    | IND Sharath Gayakwad            | 1:18.20 |       |
| 4    | 5    | CHN Zhao Xueming                | 1:18.49 |       |
| 5    | 6    | USA Dalton Herendeen            | 1:21.96 |       |
| 6    | 2    | BRA Carlos Alberto Lopes Maciel | 1:22.74 |       |
| 7    | 1    | BAR David Taylor                | 2:30.17 |       |

#### Eliminatória 2
| Pos. | Raia | Atleta               | Tempo   | Notas |
| ---- | ---- | -------------------- | ------- | ----- |
| 1    | 4    | AUS Matthew Cowdrey  | 1:11.53 | Q     |
| 2    | 5    | AUT Andreas Onea     | 1:12.04 | Q     |
| 3    | 2    | GBR James Crisp      | 1:15.84 | Q     |
| 4    | 7    | ITA Michele Ferrarin | 1:17.67 |       |
| 5    | 3    | RUS Eduard Samarin   | 1:18.05 |       |
| 6    | 6    | GER Martin Schulz    | 1:18.27 |       |
| 7    | 1    | HUN Ferenc Csuri     | 1:22.29 |       |

#### Eliminatória 3
| Pos. | Raia | Atleta                           | Tempo   | Notas |
| ---- | ---- | -------------------------------- | ------- | ----- |
| 1    | 4    | UKR Andriy Kalyna                | 1:08.27 | Q     |
| 2    | 5    | POL Krzysztof Paterka            | 1:16.37 | Q     |
| 3    | 3    | GBR Sam Hynd                     | 1:16.80 | Q     |
| 4    | 2    | CHN Liu Ruijin                   | 1:17.63 |       |
| 5    | 7    | JPN Takuro Yamada                | 1:18.83 |       |
| 6    | 6    | ESP Alejandro Sánchez Palomero   | 1:20.47 |       |
| 7    | 1    | MEX Luis Armando Andrade Guillén | 1:22.35 |       |

### Final
| Pos.   | Raia | Atleta                | Tempo   | Notas              |
| ------ | ---- | --------------------- | ------- | ------------------ |
| Ouro   | 4    | UKR Andriy Kalyna     | 1:07.45 |                    |
| Prata  | 3    | AUS Matthew Cowdrey   | 1:09.88 | Recorde da Oceania |
| Bronze | 5    | NED Maurice Deelen    | 1:11.09 |                    |
| 4      | 6    | AUT Andreas Onea      | 1:11.35 |                    |
| 5      | 7    | POL Krzysztof Paterka | 1:14.76 |                    |
| 6      | 2    | GBR James Crisp       | 1:15.71 |                    |
| 7      | 1    | GBR Sam Hynd          | 1:16.64 |                    |
| 8      | 8    | RUS Evgeny Zimin      | 1:17.26 |                    |

## SB9

### Eliminatórias

#### Eliminatória 1
| Pos. | Raia | Atleta                 | Tempo   | Notas |
| ---- | ---- | ---------------------- | ------- | ----- |
| 1    | 4    | CHN Lin Furong         | 1:09.35 | Q     |
| 2    | 6    | IRI Shahin Izadyar     | 1:12.23 | Q     |
| 3    | 3    | POR Adriano Nascimento | 1:12.32 | Q     |
| 4    | 2    | USA Cody Bureau        | 1:17.02 |       |
| —    | 5    | CAN Nathan Stein       | DNS     |       |

#### Eliminatória 2
| Pos. | Raia | Atleta               | Tempo   | Notas |
| ---- | ---- | -------------------- | ------- | ----- |
| 1    | 4    | RUS Pavel Poltavtsev | 1:08.96 | Q     |
| 2    | 3    | GBR Jack Bridge      | 1:10.01 | Q     |
| 3    | 5    | RUS Denis Dorogaev   | 1:10.68 | Q     |
| 4    | 6    | HUN Tamás Tóth       | 1:13.41 |       |
| 5    | 2    | CAN Isaac Bouckley   | 1:15.99 |       |
| 6    | 7    | MLT Matthew Sultana  | 1:36.89 |       |

#### Eliminatória 3
| Pos. | Raia | Atleta              | Tempo   | Notas |
| ---- | ---- | ------------------- | ------- | ----- |
| 1    | 4    | RSA Kevin Paul      | 1:06.21 | Q     |
| 2    | 3    | AUS Rick Pendleton  | 1:11.94 | Q     |
| 3    | 5    | UKR Iurii Martynov  | 1:12.43 |       |
| 4    | 6    | ESP Javier Crespo   | 1:13.97 |       |
| 5    | 7    | USA Joe Wise        | 1:16.44 |       |
| 6    | 2    | RUS Dmitry Grigorev | 1:19.34 |       |

### Final
| Pos.   | Raia | Atleta                 | Tempo   | Notas            |
| ------ | ---- | ---------------------- | ------- | ---------------- |
| Ouro   | 5    | RUS Pavel Poltavtsev   | 1:04.02 | Recorde mundial  |
| Prata  | 4    | RSA Kevin Paul         | 1:05.70 | Recorde africano |
| Bronze | 3    | CHN Lin Furong         | 1:07.40 | Recorde asiático |
| 4      | 6    | GBR Jack Bridge        | 1:10.40 |                  |
| 5      | 7    | AUS Rick Pendleton     | 1:10.96 |                  |
| 6      | 8    | POR Adriano Nascimento | 1:11.87 |                  |
| 7      | 2    | RUS Denis Dorogaev     | 1:12.09 |                  |
| 8      | 1    | IRI Shahin Izadyar     | 1:12.47 |                  |

## SB11

### Eliminatórias

#### Eliminatória 1
| Pos. | Raia | Atleta                         | Tempo   | Notas |
| ---- | ---- | ------------------------------ | ------- | ----- |
| 1    | 4    | CHN Yang Bozun                 | 1:10.65 | Q     |
| 2    | 5    | JPN Keiichi Kimura             | 1:15.94 | Q     |
| 3    | 3    | THA Panom Lagsanaprim          | 1:21.40 | Q     |
| 4    | 6    | CUB Yunerki Ortega             | 1:21.52 | Q     |
| 5    | 7    | USA Bradley Snyder             | 1:21.97 | Q     |
| 6    | 2    | COL Leider Alveiro Lemus Rojas | 1:23.45 |       |

#### Eliminatória 2
| Pos. | Raia | Atleta                             | Tempo   | Notas |
| ---- | ---- | ---------------------------------- | ------- | ----- |
| 1    | 4    | UKR Oleksandr Mashchenko           | 1:16.27 | Q     |
| 2    | 3    | ESP Israel Oliver                  | 1:17.02 | Q     |
| 3    | 5    | UKR Viktor Smyrnov                 | 1:17.78 | Q     |
| 4    | 6    | POL Marcin Ryszka                  | 1:22.23 |       |
| 5    | 2    | COL Brayan Mauricio Urbano Herrera | 1:23.81 |       |
| 6    | 7    | UKR Dmytro Zalevskyy               | 1:25.53 |       |
| 7    | 1    | GEO Nika Tvauri                    | 1:28.37 |       |

### Final
| Pos.   | Raia | Atleta                   | Tempo   | Notas           |
| ------ | ---- | ------------------------ | ------- | --------------- |
| Ouro   | 4    | CHN Yang Bozun           | 1:10.11 | Recorde mundial |
| Prata  | 5    | JPN Keiichi Kimura       | 1:14.00 |                 |
| Bronze | 3    | UKR Oleksandr Mashchenko | 1:14.43 |                 |
| 4      | 2    | UKR Viktor Smyrnov       | 1:14.75 |                 |
| 5      | 6    | ESP Israel Oliver        | 1:16.46 |                 |
| 6      | 8    | USA Bradley Snyder       | 1:19.48 |                 |
| 7      | 7    | THA Panom Lagsanaprim    | 1:20.25 |                 |
| 8      | 1    | CUB Yunerki Ortega       | 1:22.26 |                 |

## S12

### Eliminatórias

#### Eliminatória 1
| Pos. | Raia | Atleta                    | Tempo   | Notas |
| ---- | ---- | ------------------------- | ------- | ----- |
| 1    | 4    | BLR Uladzimir Izotau      | 1:07.72 | Q     |
| 2    | 6    | COL Daniel Giraldo Correa | 1:11.35 | Q     |
| 3    | 5    | UKR Oleg Tkalienko        | 1:12.45 | Q     |
| 4    | 3    | UKR Sergii Klippert       | 1:12.93 |       |
| 5    | 2    | GER Daniel Simon          | 1:15.05 |       |
| 6    | 7    | BLR Yury Rudzenok         | 1:16.64 |       |
| 7    | 1    | AUS Jeremy McClure        | 1:24.19 |       |

#### Eliminatória 2
| Pos. | Raia | Atleta               | Tempo   | Notas |
| ---- | ---- | -------------------- | ------- | ----- |
| 1    | 5    | RUS Mikhail Zimin    | 1:08.73 | Q     |
| 2    | 4    | UKR Maksym Veraksa   | 1:10.10 | Q     |
| 3    | 3    | ESP Enrique Floriano | 1:11.61 | Q     |
| 4    | 7    | ARG Ignacio González | 1:12.83 | Q     |
| 5    | 6    | NED Michel Tielbeke  | 1:12.93 |       |
| 6    | 2    | RUS Sergey Punko     | 1:13.87 |       |
| 7    | 1    | KAZ Anuar Akhmetov   | 1:15.09 |       |
| 8    | 8    | AUT Peter Tichy      | 1:26.69 |       |

### Repescagem
Sergii Klippert e Michel Tielbeke marcaram o mesmo tempo nas eliminatórias e tiveram que nadar novamente para decidir quem iria para a final.
| Pos. | Raia | Atleta              | Tempo   | Notas |
| ---- | ---- | ------------------- | ------- | ----- |
| 1    | 4    | UKR Sergii Klippert | 1:10.56 | Q     |
| 2    | 5    | NED Michel Tielbeke | 1:11.60 |       |

### Final
| Pos.   | Raia | Atleta                    | Tempo   | Notas           |
| ------ | ---- | ------------------------- | ------- | --------------- |
| Ouro   | 5    | RUS Mikhail Zimin         | 1:07.05 | Recorde mundial |
| Prata  | 4    | BLR Uladzimir Izotau      | 1:07.28 |                 |
| Bronze | 3    | UKR Maksym Veraksa        | 1:07.79 |                 |
| 4      | 8    | UKR Sergii Klippert       | 1:10.75 |                 |
| 5      | 7    | UKR Oleg Tkalienko        | 1:11.00 |                 |
| 6      | 2    | ESP Enrique Floriano      | 1:11.42 |                 |
| 7      | 6    | COL Daniel Giraldo Correa | 1:11.71 |                 |
| 8      | 1    | ARG Ignacio González      | 1:12.96 |                 |

## SB13

### Eliminatórias

#### Eliminatória 1
| Pos. | Raia | Atleta                     | Tempo   | Notas |
| ---- | ---- | -------------------------- | ------- | ----- |
| 1    | 5    | NZL Daniel Sharp           | 1:08.43 | Q     |
| 2    | 3    | ESP Edgard Quiros Baltanas | 1:09.30 | Q     |
| 3    | 4    | UKR Maksym Zavodnyy        | 1:09.31 | Q     |
| 4    | 6    | BLR Ihar Boki              | 1:11.17 | Q     |

#### Eliminatória 2
| Pos. | Raia | Atleta              | Tempo   | Notas |
| ---- | ---- | ------------------- | ------- | ----- |
| 1    | 4    | UKR Oleksii Fedyna  | 1:05.12 | Q     |
| 2    | 3    | RUS Roman Dubovoy   | 1:08.16 | Q     |
| 3    | 5    | BLR Dzmitry Salei   | 1:10.09 | Q     |
| 4    | 6    | UKR Danylo Chufarov | 1:15.12 | Q     |
| 5    | 2    | AUS Sean Russo      | 1:16.81 |       |

### Final
| Pos.   | Raia | Atleta                     | Tempo   | Notas               |
| ------ | ---- | -------------------------- | ------- | ------------------- |
| Ouro   | 4    | UKR Oleksii Fedyna         | 1:04.30 | Recorde paralímpico |
| Prata  | 3    | NZL Daniel Sharp           | 1:06.72 | Recorde da Oceania  |
| Bronze | 5    | RUS Roman Dubovoy          | 1:07.06 |                     |
| 4      | 7    | BLR Dzmitry Salei          | 1:07.54 |                     |
| 5      | 2    | UKR Maksym Zavodnyy        | 1:08.05 |                     |
| 6      | 6    | ESP Edgard Quiros Baltanas | 1:08.06 |                     |
| 7      | 1    | BLR Ihar Boki              | 1:08.98 |                     |
| 8      | 8    | UKR Danylo Chufarov        | 1:15.05 |                     |

## SB14

### Eliminatórias

#### Eliminatória 1
| Pos. | Raia | Atleta                       | Tempo   | Notas |
| ---- | ---- | ---------------------------- | ------- | ----- |
| 1    | 3    | RUS Artem Pavlenko           | 1:08.08 | Q     |
| 2    | 4    | KOR Jung Yangmook            | 1:10.16 | Q     |
| 3    | 5    | GBR Daniel Pepper            | 1:11.27 | Q     |
| 4    | 1    | HKG Au Kai Lun               | 1:12.79 | Q     |
| 5    | 6    | VEN Alberto Jesús Vera Morán | 1:13.21 |       |
| 6    | 7    | HKG Lee Tsun Sang            | 1:13.87 |       |
| 8    | 8    | HKG Tang Wai Lok             | 1:17.21 |       |

#### Eliminatória 2
| Pos. | Raia | Atleta                     | Tempo   | Notas |
| ---- | ---- | -------------------------- | ------- | ----- |
| 1    | 4    | JPN Yasuhiro Tanaka        | 1:07.08 | Q     |
| 2    | 5    | NED Marc Evers             | 1:08.46 | Q     |
| 3    | 3    | AUS Richard Eliason        | 1:09.92 | Q     |
| 4    | 6    | GBR Aaron Moores           | 1:11.10 | Q     |
| 5    | 7    | ISL Jón Margeir Sverrisson | 1:13.91 |       |
| 6    | 2    | CAN Michael Heath          | 1:16.09 |       |
| 7    | 8    | BEL Yannick Vandeput       | 1:18.57 |       |
| 8    | 1    | AUS Mitchell Kilduff       | 1:19.16 |       |

### Final
| Pos.   | Raia | Atleta              | Tempo   | Notas           |
| ------ | ---- | ------------------- | ------- | --------------- |
| Ouro   | 4    | JPN Yasuhiro Tanaka | 1:06.69 | Recorde mundial |
| Prata  | 5    | RUS Artem Pavlenko  | 1:08.38 |                 |
| Bronze | 3    | NED Marc Evers      | 1:08.43 |                 |
| 4      | 2    | KOR Jung Yangmook   | 1:09.74 |                 |
| 5      | 6    | AUS Richard Eliason | 1:09.96 |                 |
| 6      | 7    | GBR Aaron Moores    | 1:10.46 |                 |
| 7      | 1    | GBR Daniel Pepper   | 1:12.64 |                 |
| 8      | 8    | HKG Au Kai Lun      | 1:13.54 |                 |

Legenda
| Recorde mundial      | Recorde mundial (World record)               |                       | Recorde africano                      | Recorde africano (African) |                                           | Q | Classificado por posição (Qualified) |
| Recorde paralímpico  | Recorde paralímpico (Paralympic record)      | Recorde da América    | Recorde da América (Americas)         | q                          | Classificado por melhor tempo (Qualified) |   |                                      |
| Melhor marca do ano  | Melhor marca do ano (World leading)          | Recorde asiático      | Recorde asiático (Asian)              | DNS                        | Não largou (Did not start)                |   |                                      |
| Recorde nacional     | Recorde nacional (National record)           | Recorde europeu       | Recorde europeu (European)            | DNF                        | Não terminou (Did not finish)             |   |                                      |
| Recorde pessoal      | Recorde pessoal do atleta (Personal best)    | Recorde da Oceania    | Recorde da Oceania (Oceania)          | DSQ / DQ                   | Desclassificado (Disqualified)            |   |                                      |
| Recorde da temporada | Recorde da temporada do atleta (Season best) | Recorde sul-americano | Recorde sul-americano (South America) | NM                         | Sem marca (No mark)                       |   |                                      |